# Antichloris klagesi
Antichloris klagesi är en fjärilsart som beskrevs av Rothschild 1912. Antichloris klagesi ingår i släktet Antichloris och familjen björnspinnare. Inga underarter finns listade i Catalogue of Life.